# Neuratelia insignifica
Neuratelia insignifica är en tvåvingeart som beskrevs av Shaw 1941. Neuratelia insignifica ingår i släktet Neuratelia och familjen svampmyggor. Inga underarter finns listade i Catalogue of Life.